# Рейнгольд Бегас
Рейнгольд Бегас (нім. Reinhold Begas; 15 липня 1831, Берлін - 3 серпня 1911, Берлін) - німецький скульптор і художник. Син художника Карла Йозефа Бегаса, брат скульпторів та художників Карла, Оскара та Адальберта. Головний представник необароко берлінської скульптурної школи.

## Біографія
Рейнгольд Бегас отримав перші уроки скульптури у Людвіга Вільгельма Віхмана у Берліні. У 1846-1851 роках він навчався у скульптора Крістіана Даніеля Рауха в Берлінській академії мистецтв.
У 1848 році почав працювати під керівництвом Рауха. Перший успіх прийшов до Бегаса в 1852 з гіпсовою скульптурною групою «Агар і Ізмаїл», представленої на виставці в академії. Призначена Бегасу стипендія дозволила вирушити до Риму, де мешкав у 1856—1858 роках. У Римі Бегас познайомився із Францем фон Ленбахом, Арнольдом Бекліном та Ансельмом Фейєрбахом.
У 1861 року Бегаса запросили викладати до Веймара в засновану протягом року до цього вищу школу образотворчих мистецтв великого герцога Саксонского. У 1863 році Бегас повернувся до Берліна. Потім він знову вирушив до Риму, поперемінно проживав то Берліні, то Римі та Парижі.
Бегас отримував численні замовлення на портретні бюсти, пам'ятники та малу пластику. Він брав участь у конкурсі зі спорудження в Берліні (на площі Жандарменмаркт перед драматичним театром) пам'ятника Шиллеру і, отримавши за проект першу премію, втілив їх у життя 1871 году. З цього року і до смерті 1911 року Бегас входив у Спілку німецьких художників і був членом Берлінської академії мистецтв.
У Берліні Бегас створював монументальні роботи, притаманні прусського кайзерівського Берліна. Пафос робіт Бегас був високо оцінений кайзером Вільгельмом II, який доручав Бегас представницькі роботи. Найбільш відомими роботами Бегаса є національний пам'ятник кайзеру Вільгельму 1897, художній нагляд робіт на Зігесаллеї, де Бегас виступив також автором двох скульптурних груп, і національний пам'ятник Бісмарку, що з'явився перед Рейхстагом в 1901 (нині на площі Велика Зірка). У 1886-1891 роках Бегас працював над фонтаном "Нептун" біля берлінського Міського палацу (нині біля Червоної ратуші).

## Галерія

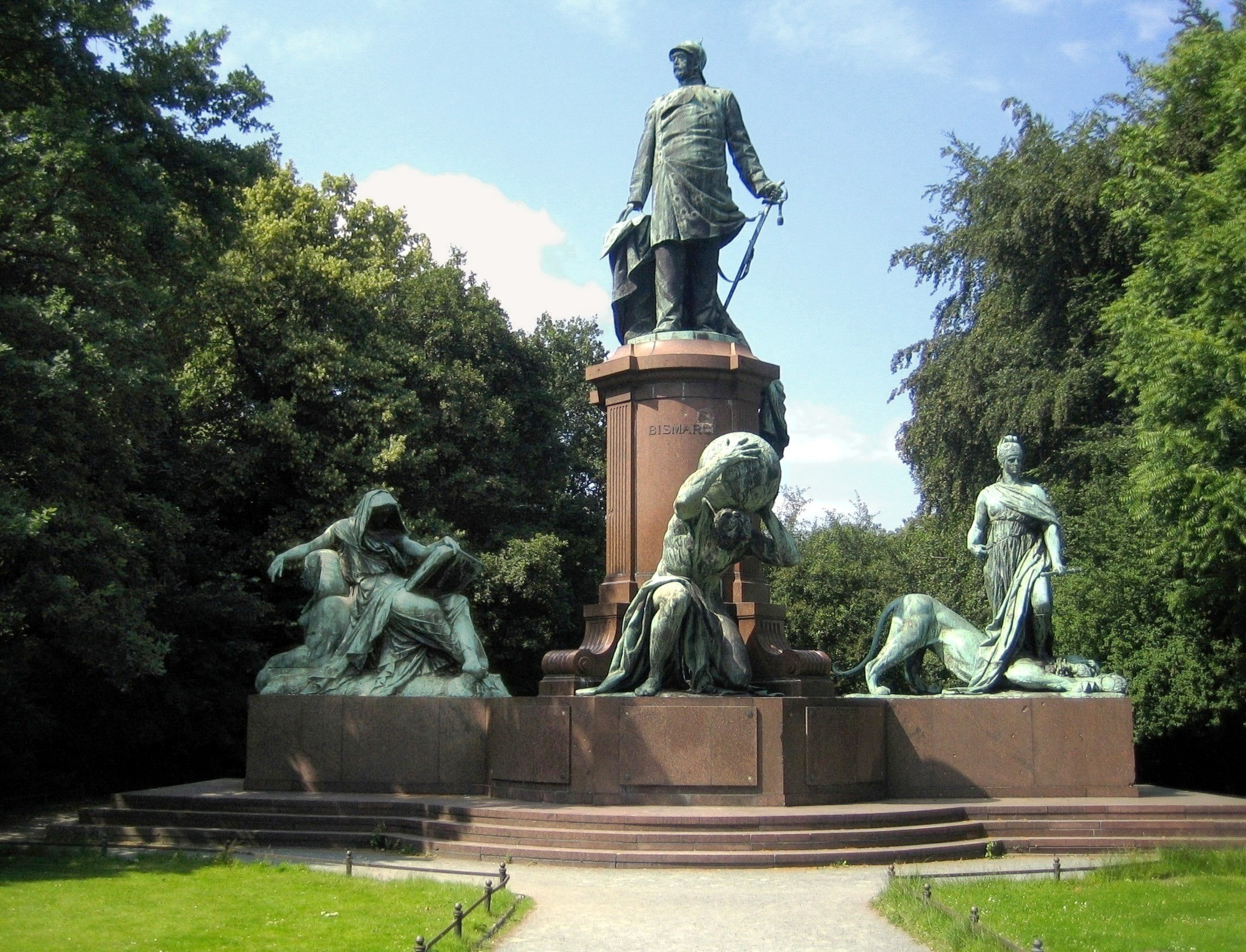
Національний пам'ятник Бісмарку на площі Велика Зірка у Берліні
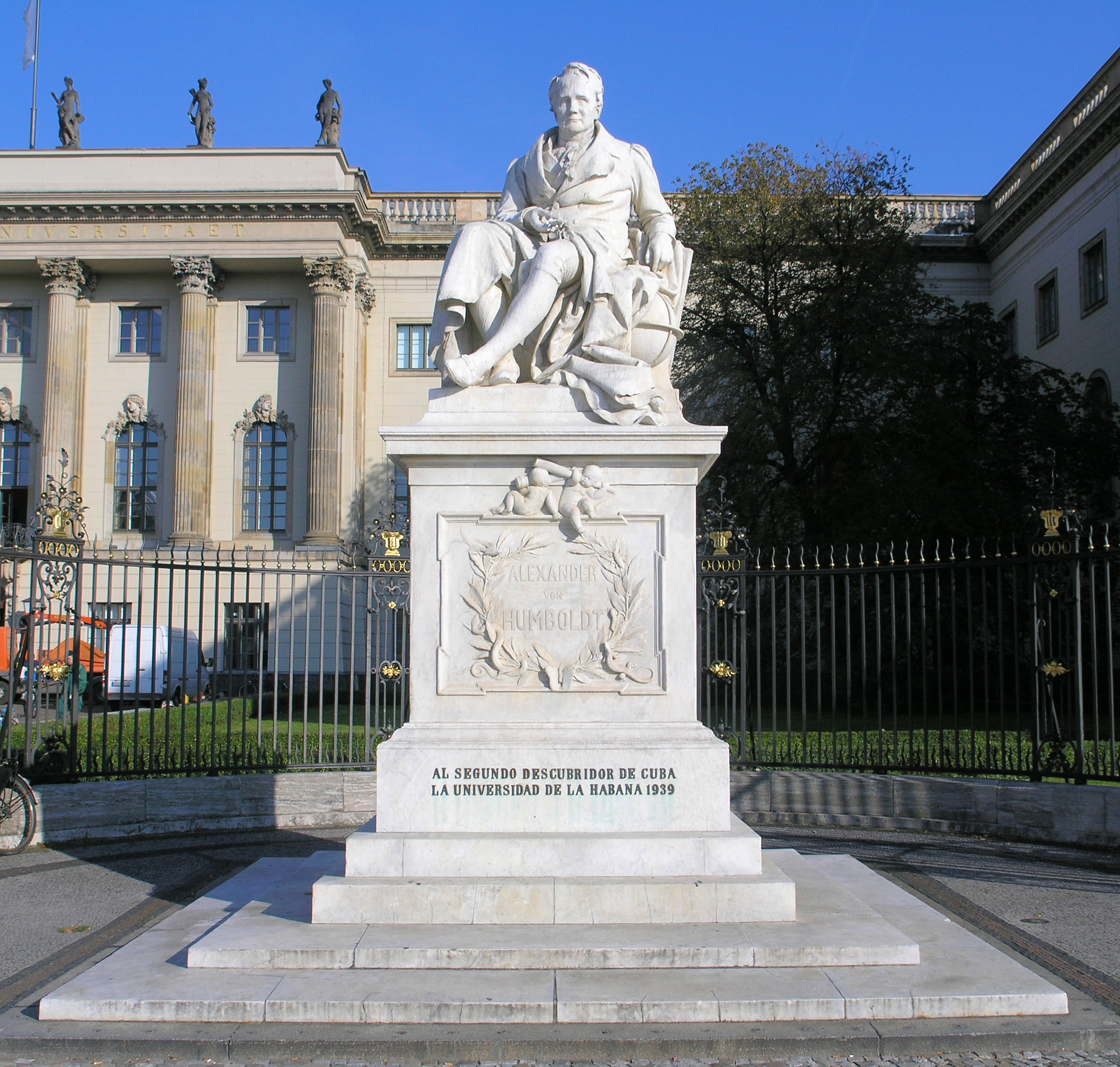
Пам'ятник Олександру фон Гумбольдту у Берліні
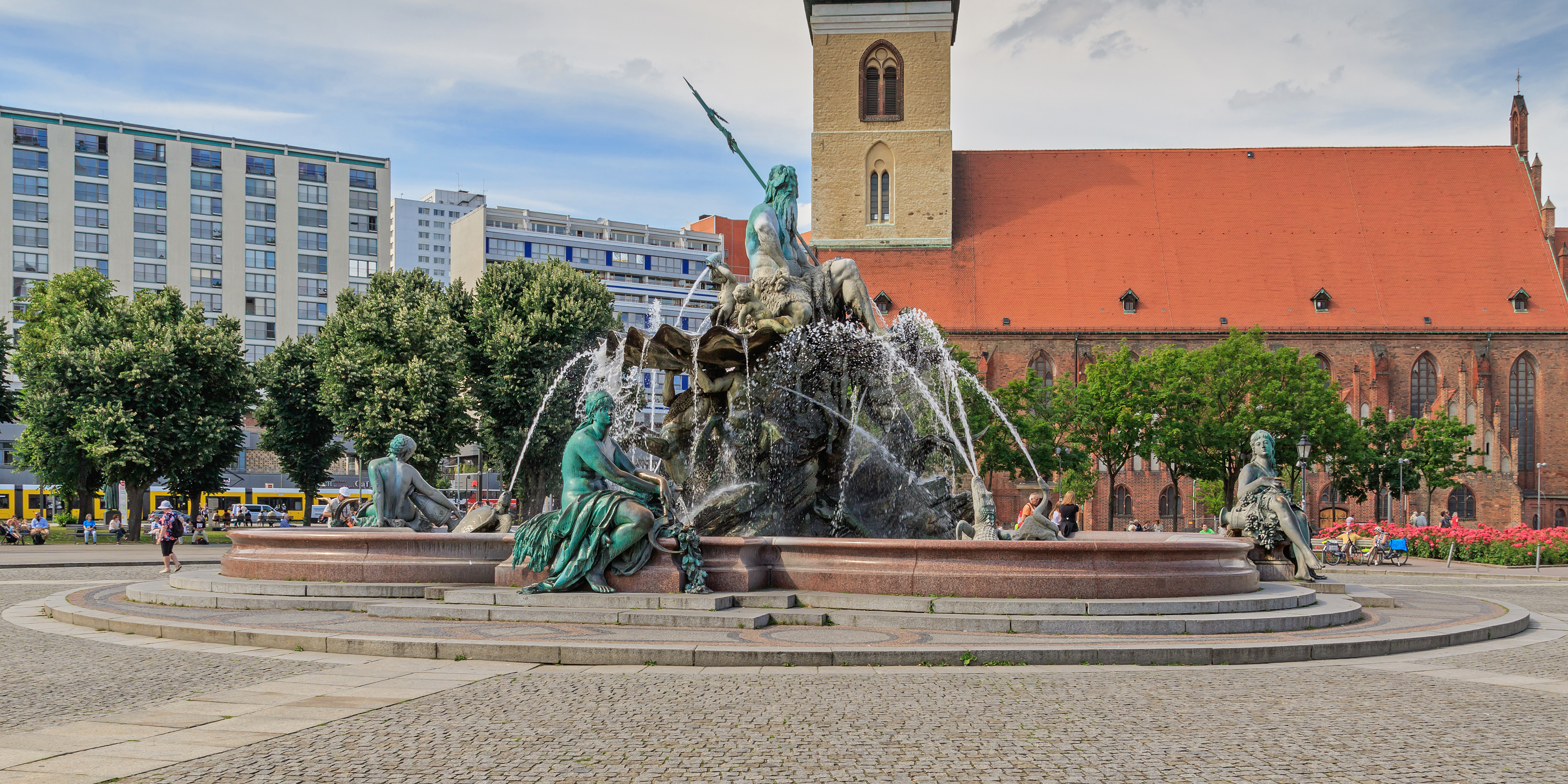
Фонтан «Нептун» в Берлине
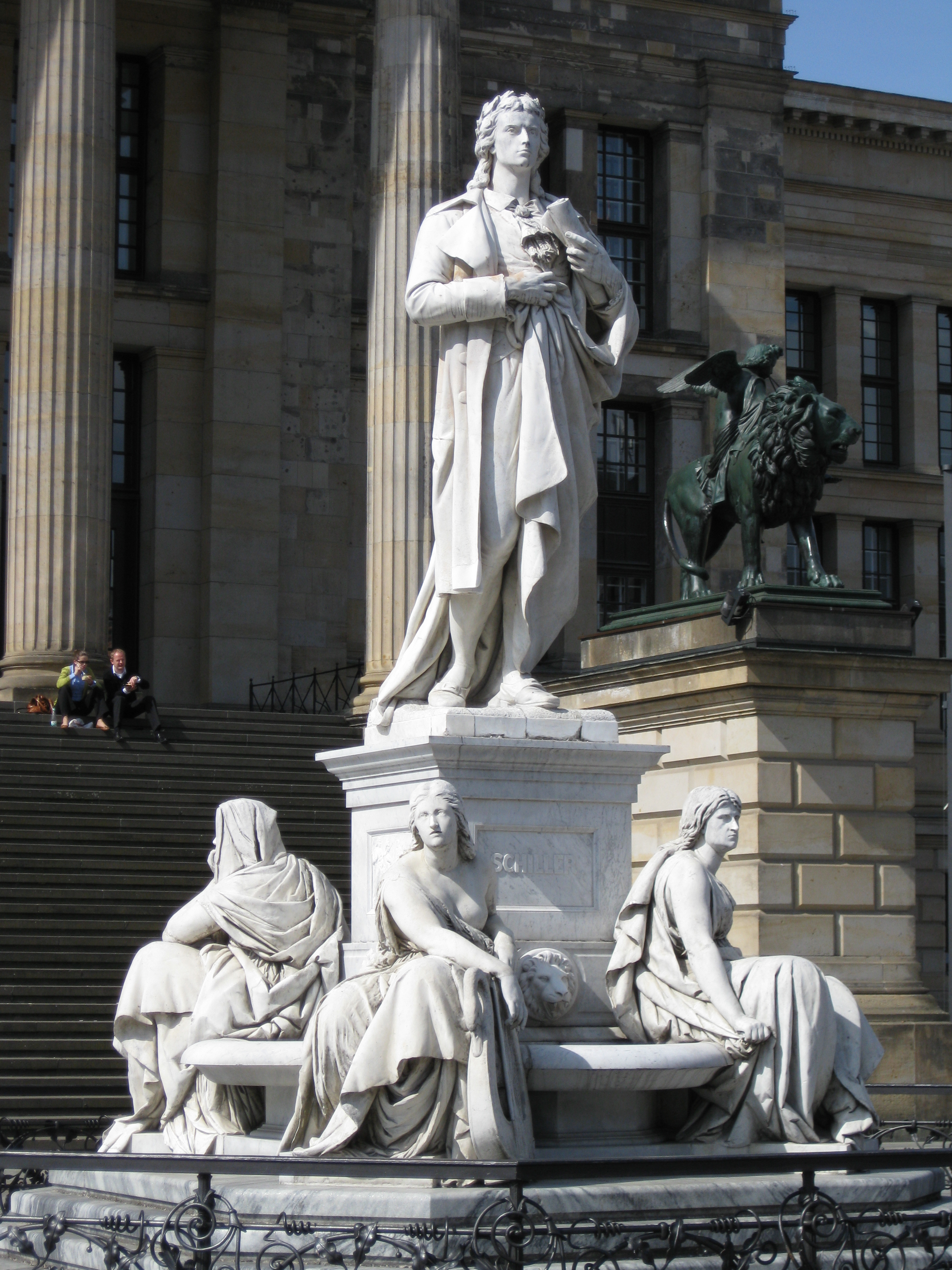
Пам'ятник Фрідріху Шіллеру, Берлін
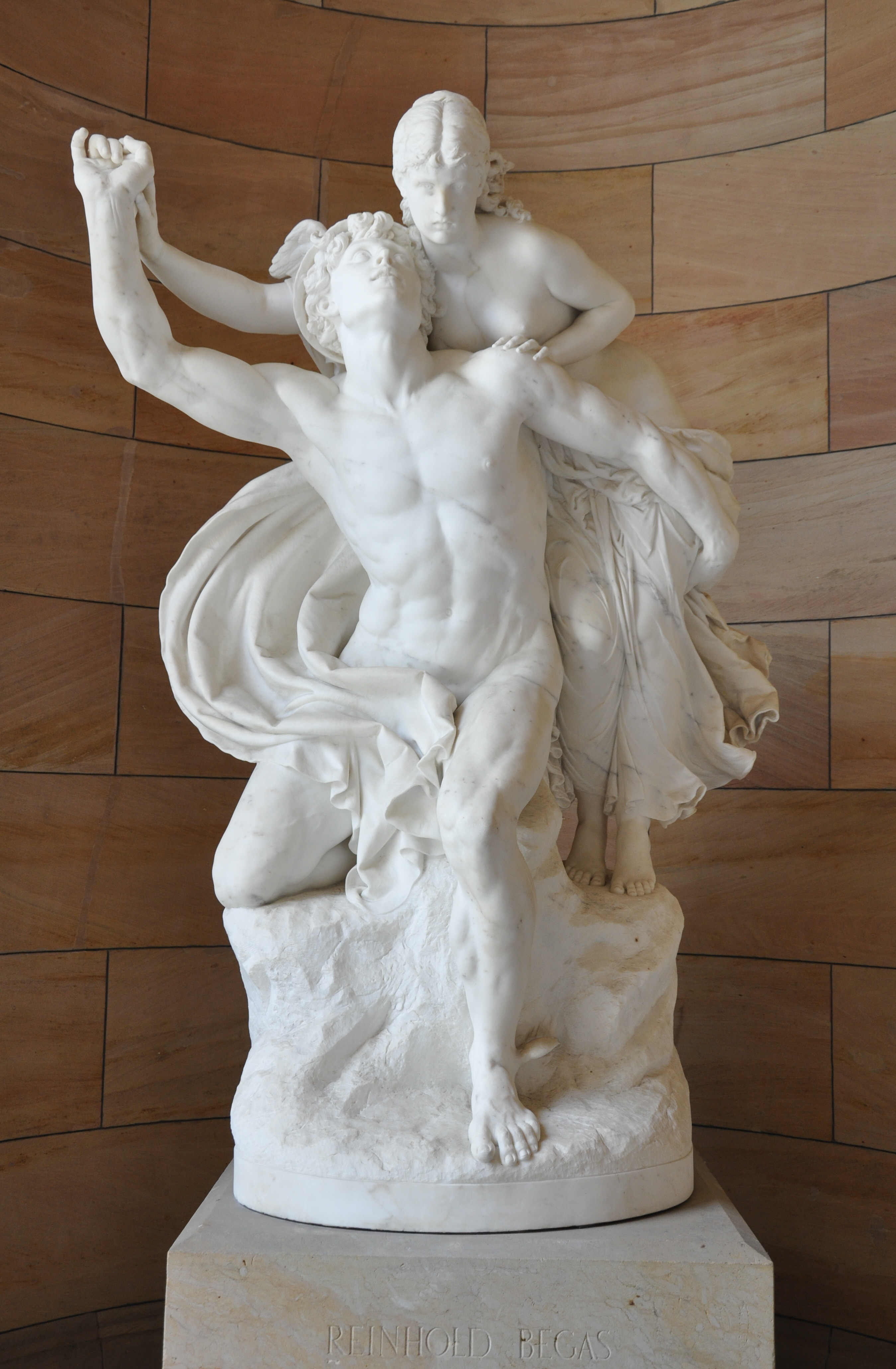
Меркурій та Психея, Стара національна галерея, Берлін
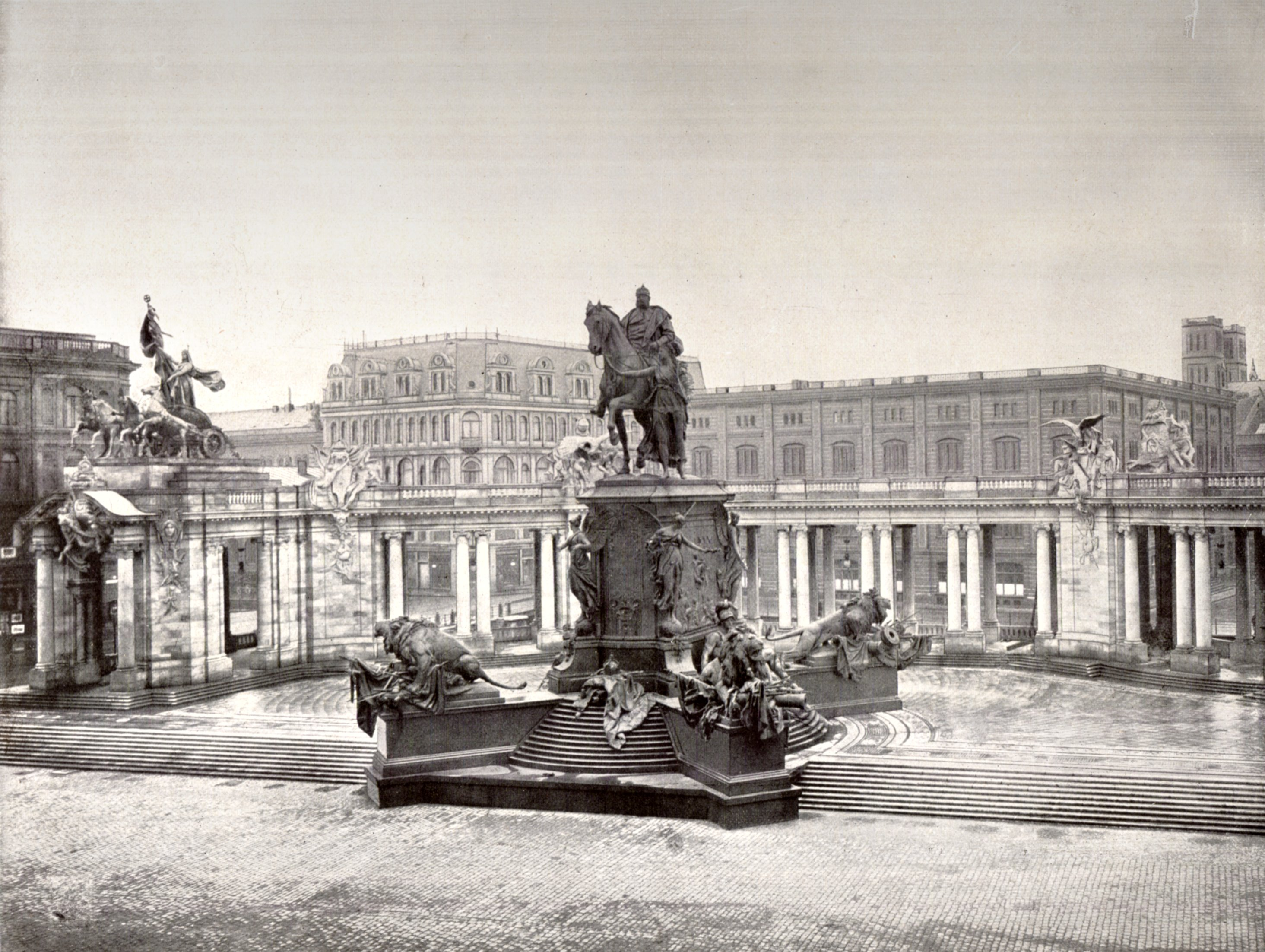
Національний пам'ятник кайзеру Вільгельму I, Берлін
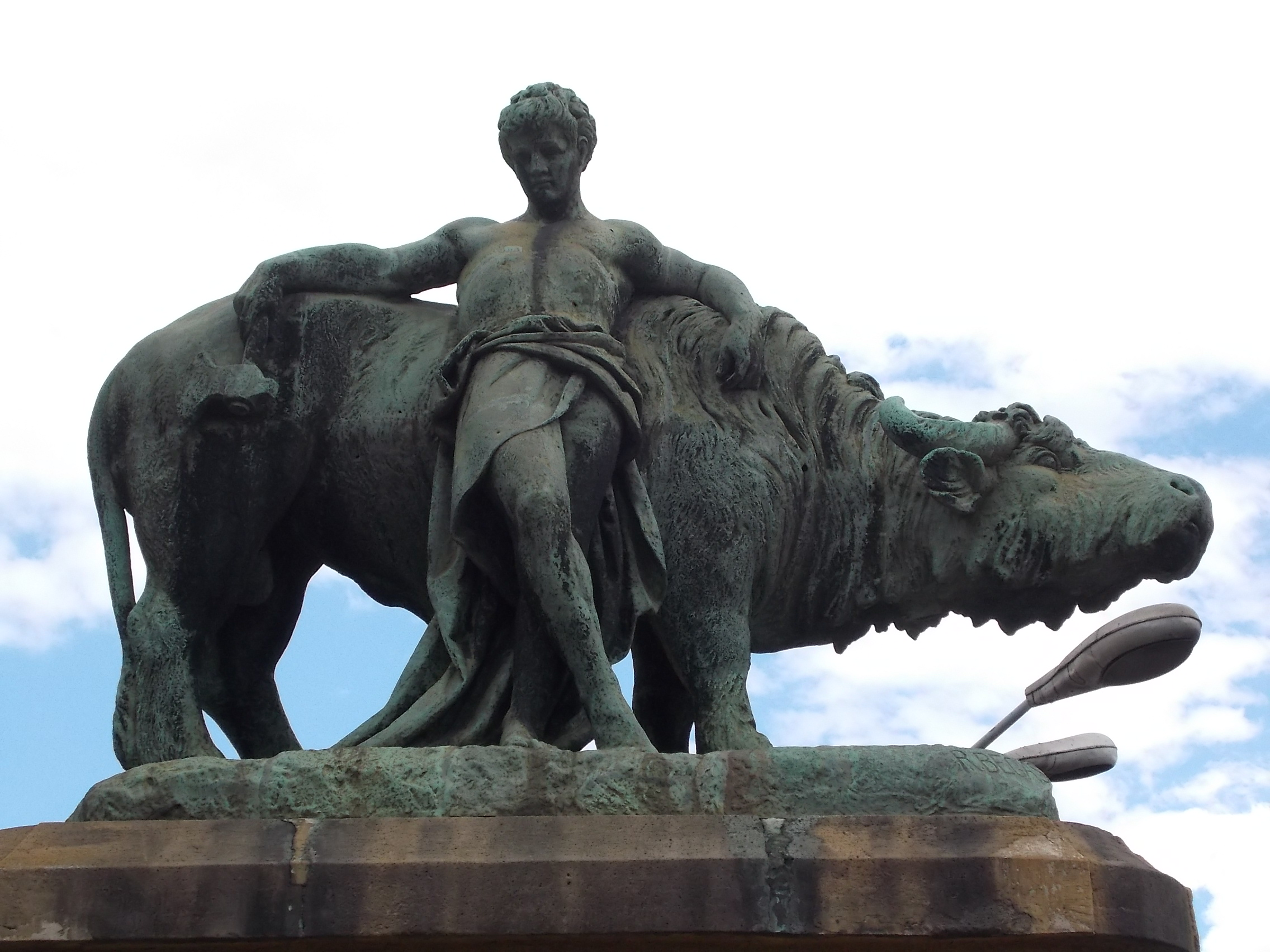
Хлопчик з биком. Статуя у Будапешті